# Жакаровце
Жакаровце (слч. Žakarovce) насељено је мјесто са административним статусом сеоске општине (слч. obec) у округу Гелњица, у Кошичком крају, Словачка Република.

## Становништво
| Година:    | 1994. | 2004.   | 2014.   | 2024.    |
| ---------- | ----- | ------- | ------- | -------- |
| Број људи: | 766   | 761     | 758     | 676      |
| Разлика:   |       | -0,65 % | -0,39 % | -10,81 % |

| Година:    | 2023. | 2024.   |
| ---------- | ----- | ------- |
| Број људи: | 681   | 676     |
| Разлика:   |       | -0,73 % |

Према подацима о броју становника из 2011. године насеље је имало 759 становника.